# تقویت‌کننده لامپی

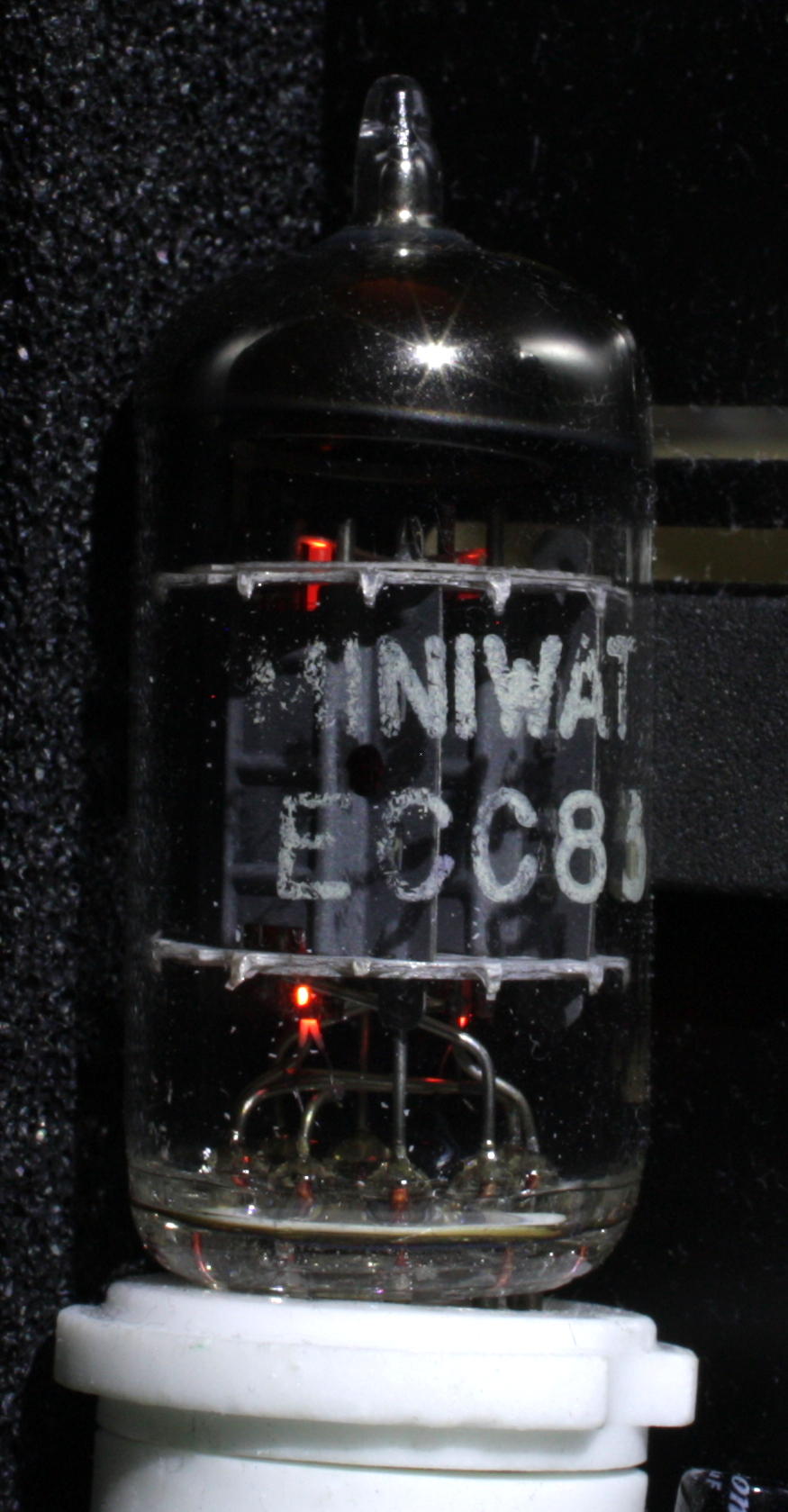
یک لامپ ئی‌سی‌سی۸۳ درون یک پیش‌تقویت‌کننده

تقویت‌کننده لامپی (به انگلیسی: Valve amplifier) نوعی تقویت‌کننده الکترونیکی است که در ساخت آن از لامپ خلأ استفاده شده و برای افزایش دامنه سیگنال به کار گرفته می‌شود. در دههٔ ۱۹۶۰ و ۱۹۷۰ تقویت‌کننده‌های لامپی با توان کم و متوسط برای فرکانس‌های کمتر از ریزموج‌ها، به‌طور گسترده‌ای با تقویت‌کننده‌های حالت جامد جایگزین شدند. از تقویت‌کننده‌های لامپی در تقویت‌کننده گیتار، ترانسپوندرهای ماهواره مانند دایرکت‌تی‌وی و سامانه موقعیت‌یاب جهانی، تقویت‌کننده‌های استریویی صدا، کاربردهای نظامی (مانند رادار)، رادیوهای توان بالا و فرستنده‌های تلویزیونی یواچ‌اف استفاده می‌شود.